# STS-85
STS-85 — 86-й політ шатлів ц рамках програми «Спейс Шаттл» і 23-й космічний політ «Діскавері», здійснений 7 серпня 1997 року. Астронавти провели в космосі близько 12 діб, шатл приземлився в Космічному центрі Кеннеді 19 серпня 1997 року.
У програму польоту входили: виведення на орбіту і повернення супутника для досліджень атмосфери Землі CRISTA-SPAS, відпрацювання прототипу маніпулятора для японського модуля МКС та інші експерименти.

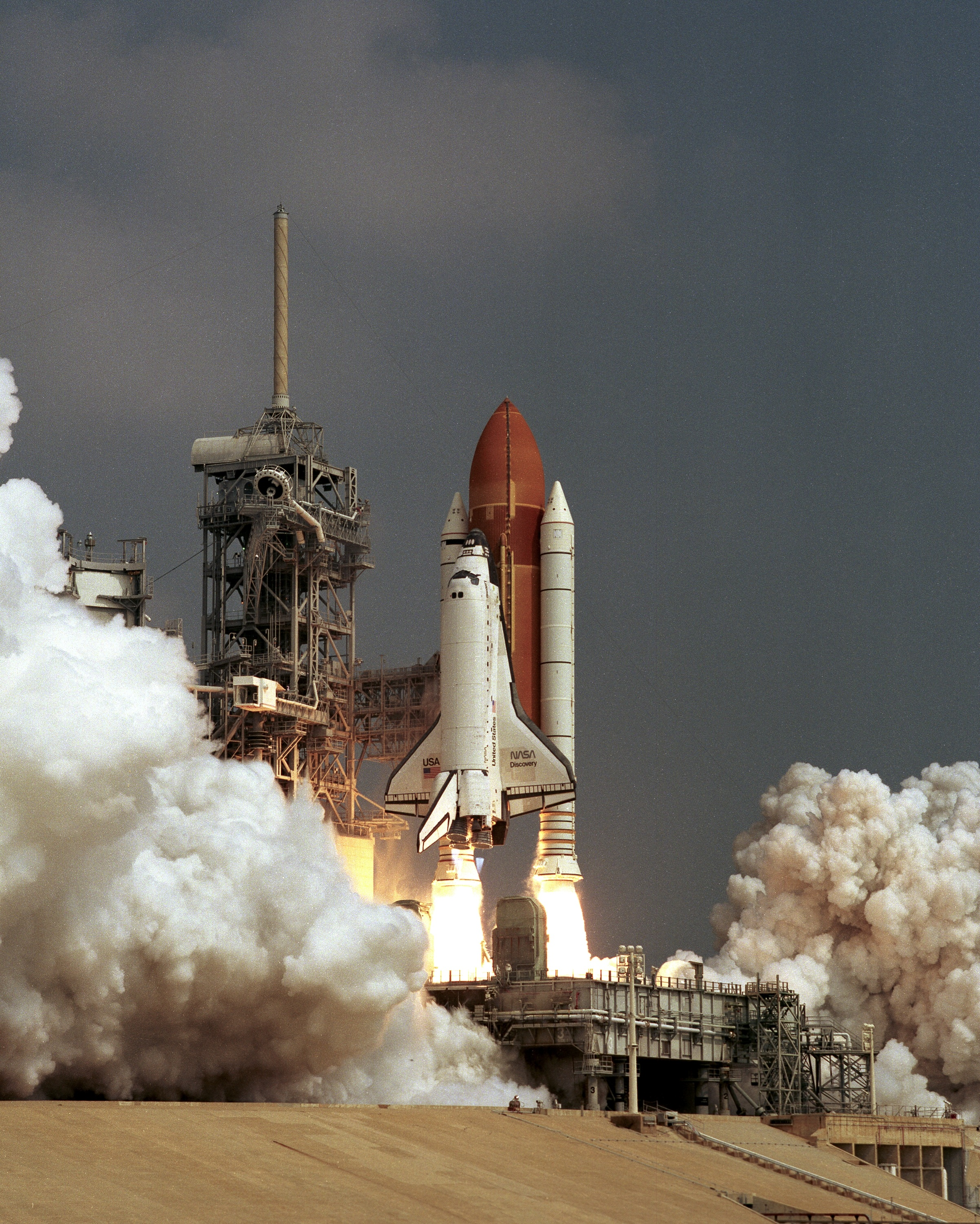
Зліт STS-85

## Екіпаж

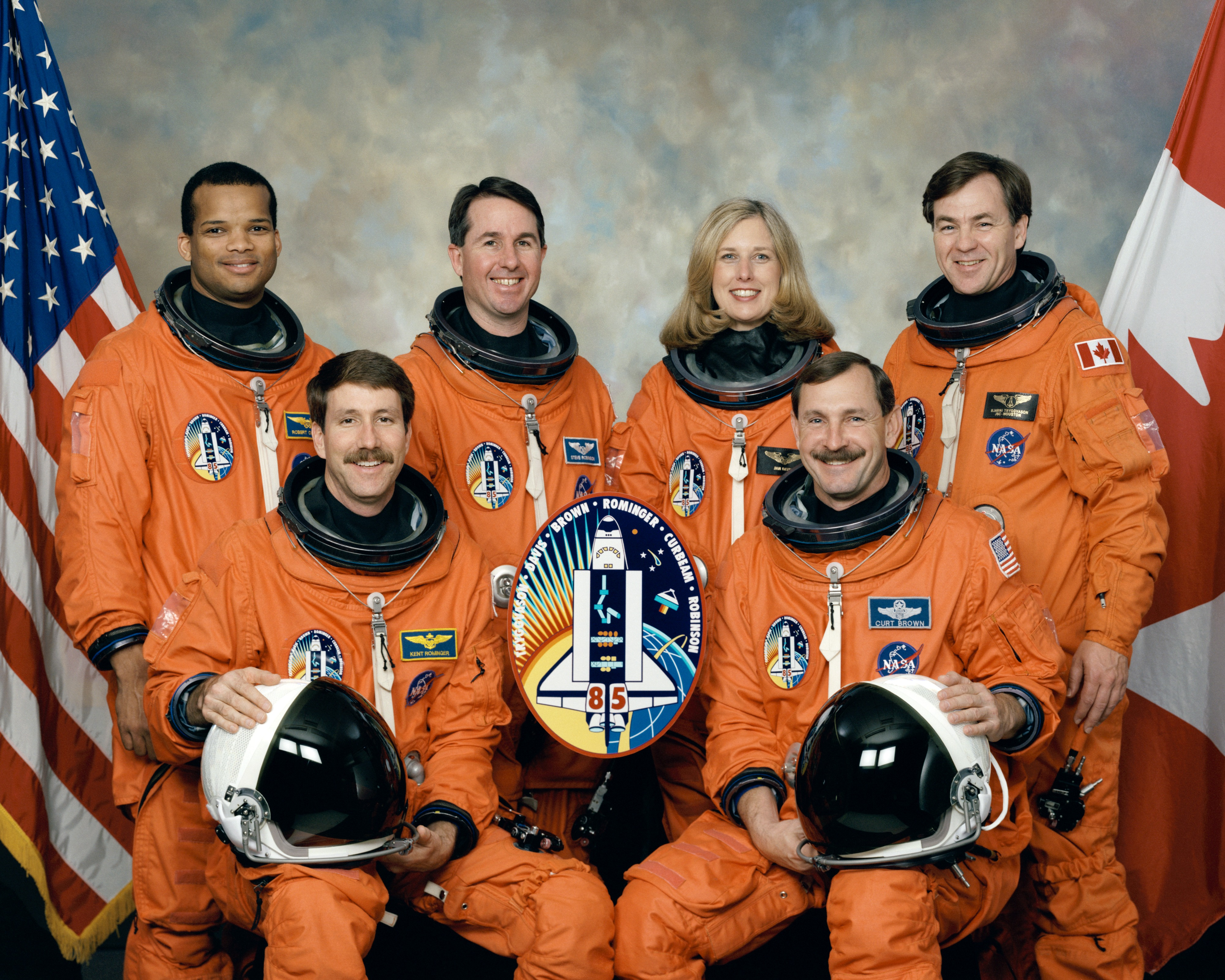
Екіпаж STS-85

- (НАСА): Кертіс Браун (4)[2] — командир.
- (НАСА): Кент Ромінджер (3) — пілот.
- (НАСА): Ненсі Дейвіс (3) — керівник робіт з корисним вантажем.
- (НАСА): Стівен Робінсон (1) — фахівець польоту.
- (НАСА): Роберт Кербім (англ. Robert Lee Curbeam) (1) — фахівець польоту.
- (КАА): Валдімар Тріггвейзон (1) — фахівець з корисного навантаження.

## Параметри польоту
- Вага: 9191 кг (корисне навантаження)
- Перигей: 249 км
- Апогей: 261 км
- Нахил орбіти: 57,0°
- Орбітальний період 89,6 хв

## Моменти місії
Шоста місія Шатла НАСА 1997 року відзначалась доставкою на орбіту і поверненням супутника для вивчення середньої атмосфери Землі, а також перевіркою потенційних можливостей побудови міжнародної космічної станції. З корисного навантаження на рейс найперші — кріогенні інфрачервоні спектрометри і телескопи для CRISTA-SPAS-2, спільного проєкту німецького космічного агентства (DARA) і НАСА.
Під час польоту Дейвіс використовувала робот-маніпулятор для розгортання CRISTA-SPAS протягом 9 днів вільного польоту. CRISTA-SPAS складався з трьох телескопів і чотирьох спектрометрів, які вимірювали газові домішки та динаміку середньої атмосфери Землі. Дейвіс також керувала маніпулятором для згортання CRISTA-SPAS. SPAS (англ. Shuttle Pallet Satellite), на якому були встановлені наукові прилади, є автономною платформою, яка забезпечувала живлення, командування, управління та зв'язок з Discovery під час вільного польоту.
Два інших прилади, встановлених на SPAS, також вивчали атмосферу Землі:
- MAHRSI, англ. Middle Atmosphere High Resolution Spectrograph Instrument, для вимірювання гідроксилу та оксиду азоту;
- SESAM, англ. Surface Effects Sample Monitor, для вивчення впливу атомарного кисню і космічного середовища.

Екіпаж також доставив на орбіту прототип маніпулятора для основного відсіку японського лабораторного модуля «Кібо» (Надія) майбутньої МКС.
У вантажному відсіку Discovery були розміщені також кілька корисних навантажень «автостопом» (система Hitchhiker), в тому числі:
- TAS-01, Technology Applications and Science Payload;
- IEH-02, International Extreme Ultraviolet Hitchhiker;
- UVSTAR, Ultraviolet Spectrograph Telescope for Astronomical Research.

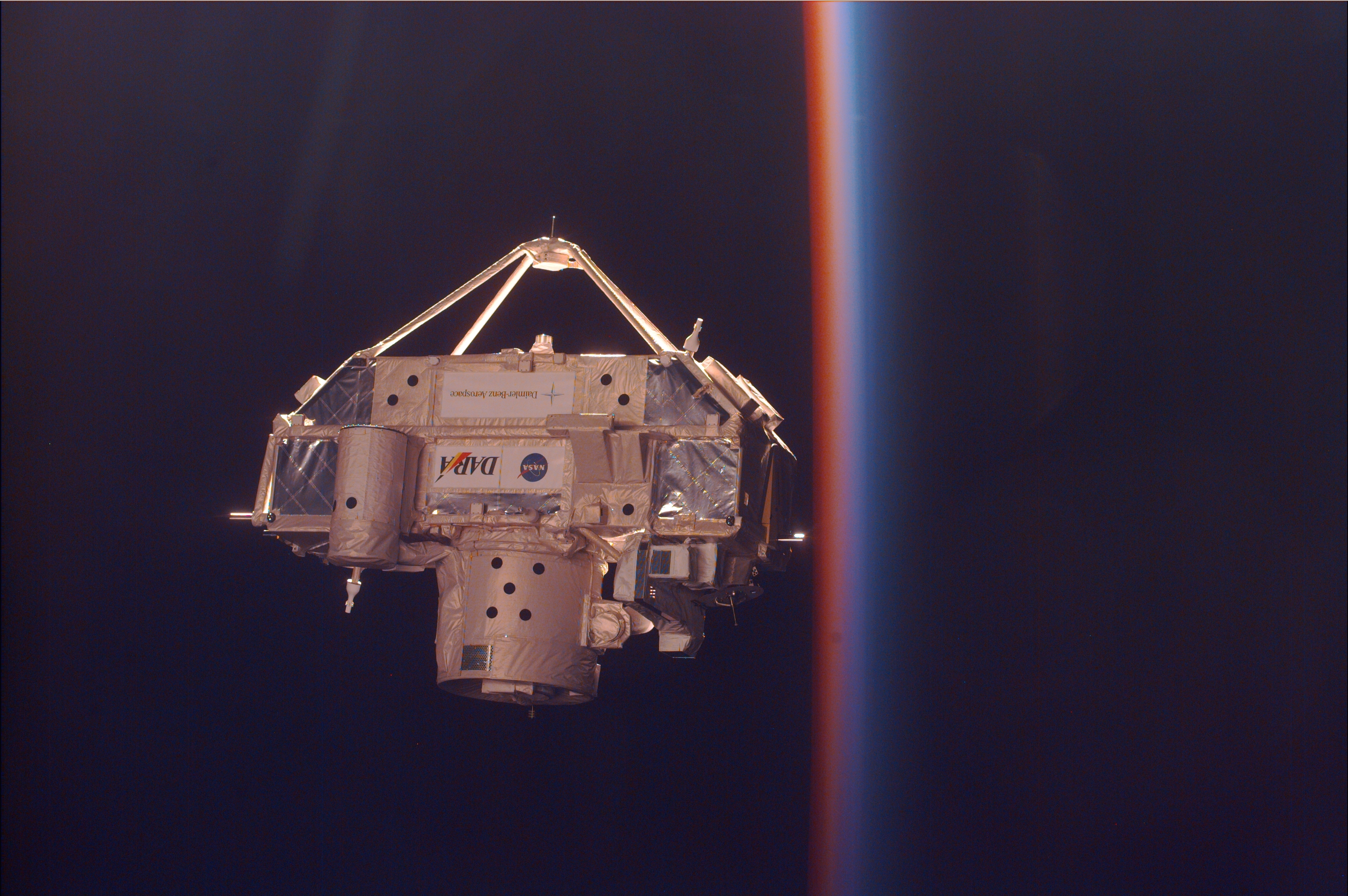
CRISTA-СПАС моменти перед захопленням рука робота-маніпулятора «Діскавері».

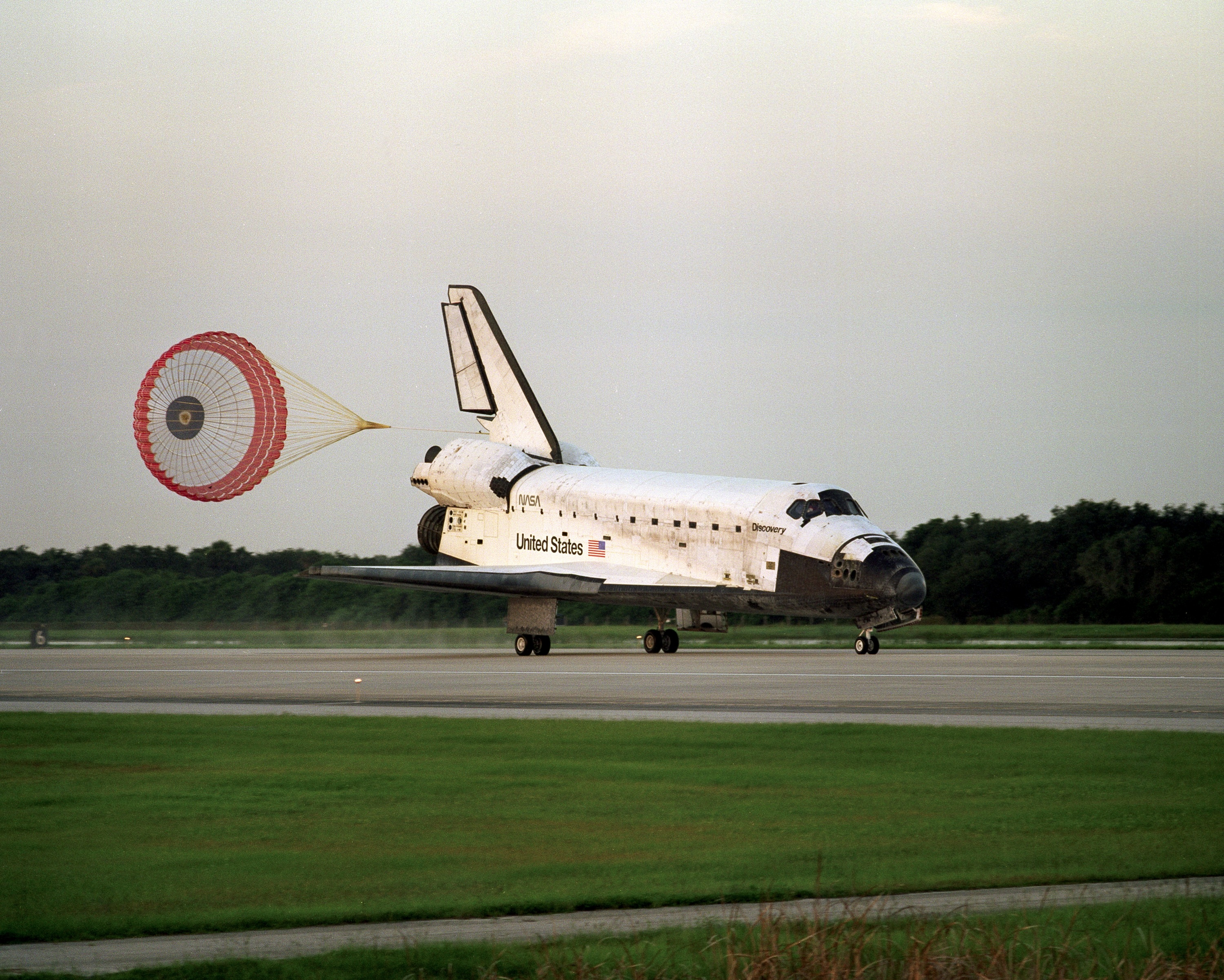
Шатл, який виконав місію STS-85, приземляється 19 серпня 1997 року.

Microgravity Vibration Isolation Mount (MIM експеримент) був здійснений астронавтом Канадського космічного агентства Bjarni Тріггвасоном. Тріггвасон займався випробуваннями платформи MIM-2 і виконанням експериментів із визначення чутливості наукового обладнання до вібрації, створюваної системами космічного корабля і екіпажем. МІМ працював протягом 30 годин в режимі реального часу передачі даних. (Лінк пресреліз NASA 96-224)
Інший експеримент бортового STS-85 була SWUIS-01 (Southwest Ultraviolet Imaging System) від Південно-західного дослідницького інституту (SwRI), а також науковців із JPL, APL, і Університету Меріленда. SWUIS (вимовляється, «swiss») є УФ тепловізором з широким полем, який використовувався для спостереження комети Гейла — Боппа. Він базується на 18-см телескопі Максутова. Xybion зображення посилювалися ПЗС-камерою, а потім передаались кадрами формата відео (30 Гц). Кожен період спостереження SWUIS тривав близько 3 годин, і отримав приблизно 105 зображень, пропущених через фільтри (інколи до 7). Зображення від комети проходили через кварцове вікно і попадало до площини SWUIS, закріпленого всередині кабіни. SWUIS міг спостерігати з будь-якого місця 4,5 град конуса навколо осьової лінії комети. Встановлювали і експлуатували прилад фахівці місії.
На 8 день екіпаж прокинувся від пісні «You Will Go to the Moon» канадських артистів Moxy Früvous, відібраних астронавтом Марком Гарно, першим канадським космонавтом.
Місія тривала на день більше ніж планувалося через загрозу туману в Космічному центрі Кеннеді.